# Borja Criado
Borja Criado Malagarriga (Barcelona, España, 16 de abril de 1982) es un notario y antiguo futbolista profesional español.

## Trayectoria
Formado en la cantera del CE Europa de Barcelona, en el año 2000 pasó al primer equipo, en Tercera División, para recalar en el Valencia B el verano de 2001. La temporada 2002/03 logró sus mejores registros con el filial valencianista 7 goles en 36 partidos y Rafa Benítez le dio la oportunidad de debutar en Primera División. Fue el 1 de diciembre de 2002, en un partido contra el Deportivo Alavés. En total, esa temporada jugó con el primer equipo cuatro partidos, tres de liga y uno de Copa del Rey.
La siguiente campaña realizó la pretemporada con el primer equipo, pero no llegó a disputar ningún partido oficial y siguió formando parte de la plantilla del filial, donde fue el delantero titular.
La temporada 2004/05 decidió regresar a Barcelona para jugar en el filial del RCD Espanyol, en Segunda B, en el que permaneció dos temporadas.
El verano de 2006 fichó por una temporada por el Ciudad de Murcia, de Segunda División. Jugó quince partidos, en los que no consiguió anotar. Finalizada la campaña, llegó a un acuerdo para seguir en el club, reconvertido en Granada 74.
En febrero de 2007 dio positivo en un control antidopaje, al serle detectado el uso de Finasteride, un producto prohibido por ser enmascarante de otras sustancias dopantes. Si bien el jugador argumentó que la presencia de Finasteride era debida al uso de un crecepelo y aunque inicialmente fue absuelto por el Comité de Competición y el Comité de Apelación de la RFEF, finalmente en enero de 2008 el Comité Español de Disciplina Deportiva le impuso una sanción de dos años de suspensión.
Posteriormente, en abril de 2008, la sanción le fue reducida a nueve meses y en diciembre de ese año fue nuevamente reducida a tres meses, tras una sentencia judicial. Sin embargo, el jugador manifestó su intención de no regresar a los terrenos de juego y colgar las botas definitivamente.
En 2014 aprobó las oposiciones de notaria. En la selección de fútbol de Notarios se ha proclamado Campeón de Europa.

## Clubes
| Club             | País   | Año       |
| ---------------- | ------ | --------- |
| CE Europa        | España | 2000-2001 |
| Valencia B       | España | 2001-2004 |
| Valencia CF      | España | 2002-2003 |
| RCD Espanyol B   | España | 2004-2006 |
| Ciudad de Murcia | España | 2006-2007 |
| Granada 74       | España | 2007-2008 |